# Arcadia 2001
Arcadia 2001 es una consola de 8 bits de segunda generación lanzada por Emerson Radio en 1982 tras el lanzamiento de ColecoVision. Fue descontinuado solo 18 meses después, habiéndose lanzado un total de 35 juegos. Emerson licenció el Arcadia 2001 a Bandai, que lo lanzó en Japón. Existen más de 30 clones de Arcadia 2001.
Una empresa no relacionada con Arcadia Corporation, fabricante del complemento Atari 2600 Supercharger, fue demandada por Emerson por infracción de marca registrada. Arcadia Corporation luego cambió su nombre a Starpath.

## Descripción

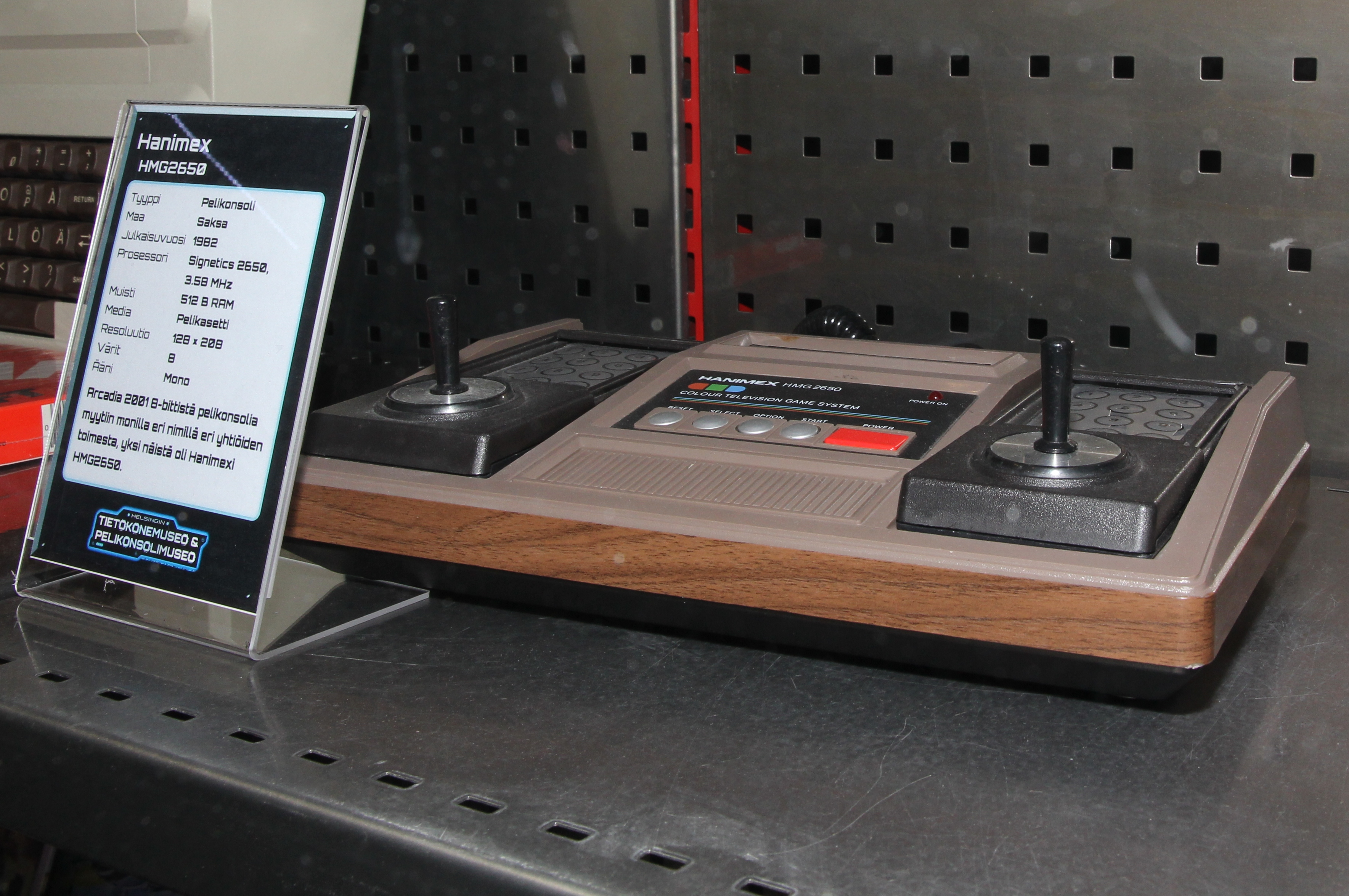
Hanimex HMG-2650

El Arcadia es mucho más pequeño que sus competidores contemporáneos y está alimentado por una fuente de alimentación estándar de 12 voltios, por lo que puede usarse en un bote o en un vehículo. También tiene dos salidas (o entradas) tomas de auriculares en la parte posterior de la unidad, en los lados izquierdo y derecho.
El sistema viene con dos controladores de estilo Intellivision con un teclado de 12 botones y botones de "fuego" a los lados. Las almohadillas de dirección tienen un accesorio de joystick extraíble. La mayoría de los juegos incluían overlays de BoPET que se podían aplicar a los teclados del controlador. La consola en sí tenía cinco botones: encendido, inicio, reinicio, opción y selección.
Hay al menos tres tipos diferentes de estilos de estuche de cartuchos. y obras de arte, con variaciones en cada una. Los cartuchos de la familia Emerson vienen en dos longitudes diferentes (cortas y largas) de cajas de plástico negro.

## Especificaciones técnicas
debido a la antigüedad de la consola muchas especiaciones se han publicado para la preservación como los diagramas del manual de servicio y los datasheet de cada chip del sistema 
| CPU:      | Signetics 2650 Algunas variantes ejecutan un Signetics 2650A | Signetics 2650 Algunas variantes ejecutan un Signetics 2650A                        |  |
| CPU:      | velocidad                                                    | 1,2 MHz                                                                             |  |
| CPU:      | ancho de dirección                                           | 15                                                                                  |  |
| CPU:      | ancho de banda                                               | 8 BIT                                                                               |  |
| CPU:      | encampsulado                                                 | 40 pins                                                                             |  |
| RAM       | dos memorias SRAM Motorola MCM2114P30                        | 0.5 bytes                                                                           |  |
| RAM       | Capacidad                                                    | 1 KB                                                                                |  |
| RAM       | Bus de datos                                                 | 4BITS                                                                               |  |
| RAM       | word length                                                  | 1024                                                                                |  |
| RAM       | tiempo de acceso                                             | 300ns                                                                               |  |
| RAM       | Velocidad                                                    | 3.33 MHz.                                                                           |  |
| GPU       | Nombre                                                       | universal video interface (UVI) Signetics 2637                                      |  |
| GPU       | Velocidad                                                    | - 3.58 MHz (NTSC) - 3.55 MHz (PAL)                                                  |  |
| GPU       | Resolución                                                   | - 128 × 208 - 128 × 104                                                             |  |
| GPU       | Colores                                                      | 8 Colores                                                                           |  |
| GPU       | Sprites                                                      | 4 independientes monocromaticos                                                     |  |
| GPU       | Bus de datos                                                 | 8 bit                                                                               |  |
| Sonido:   | Canales                                                      | "Beeper" + Un canal solo "Ruido"                                                    |  |
| Sonido:   | Frecuencia                                                   | 4.5 MHZ                                                                             |  |
| controles | Botones                                                      | Stick analógico Botones 1 2 3 4 5 6 7 89clear0↵ Entrar botón izquierdabotón derecha |  |
| energía   | entrada                                                      | AC 120V, 60Hz                                                                       |  |
| energía   | Salida                                                       | DC 12V, 0.5a                                                                        |  |
| energía   | consumo                                                      | 10 w                                                                                |  |

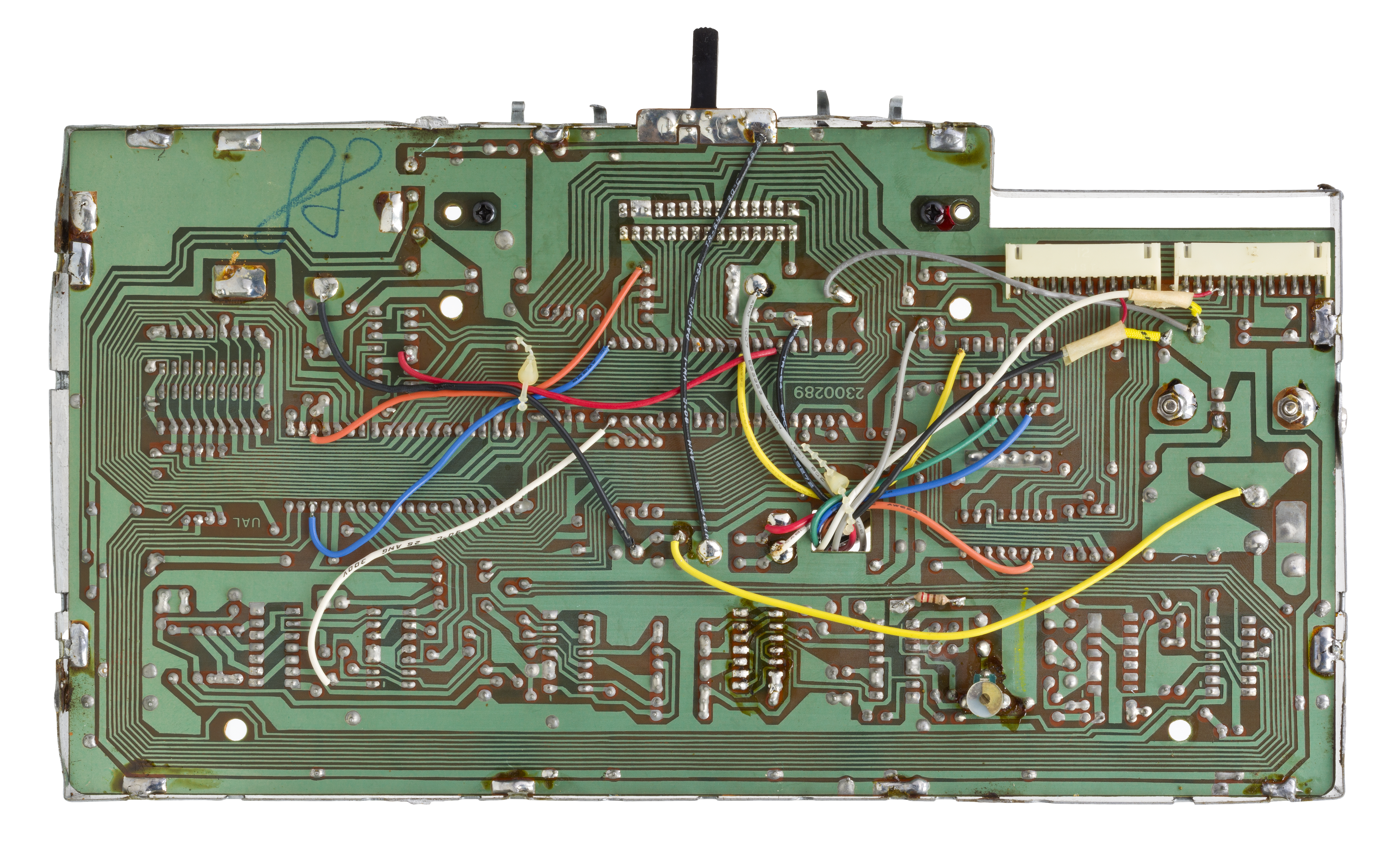
Motherboard atrás
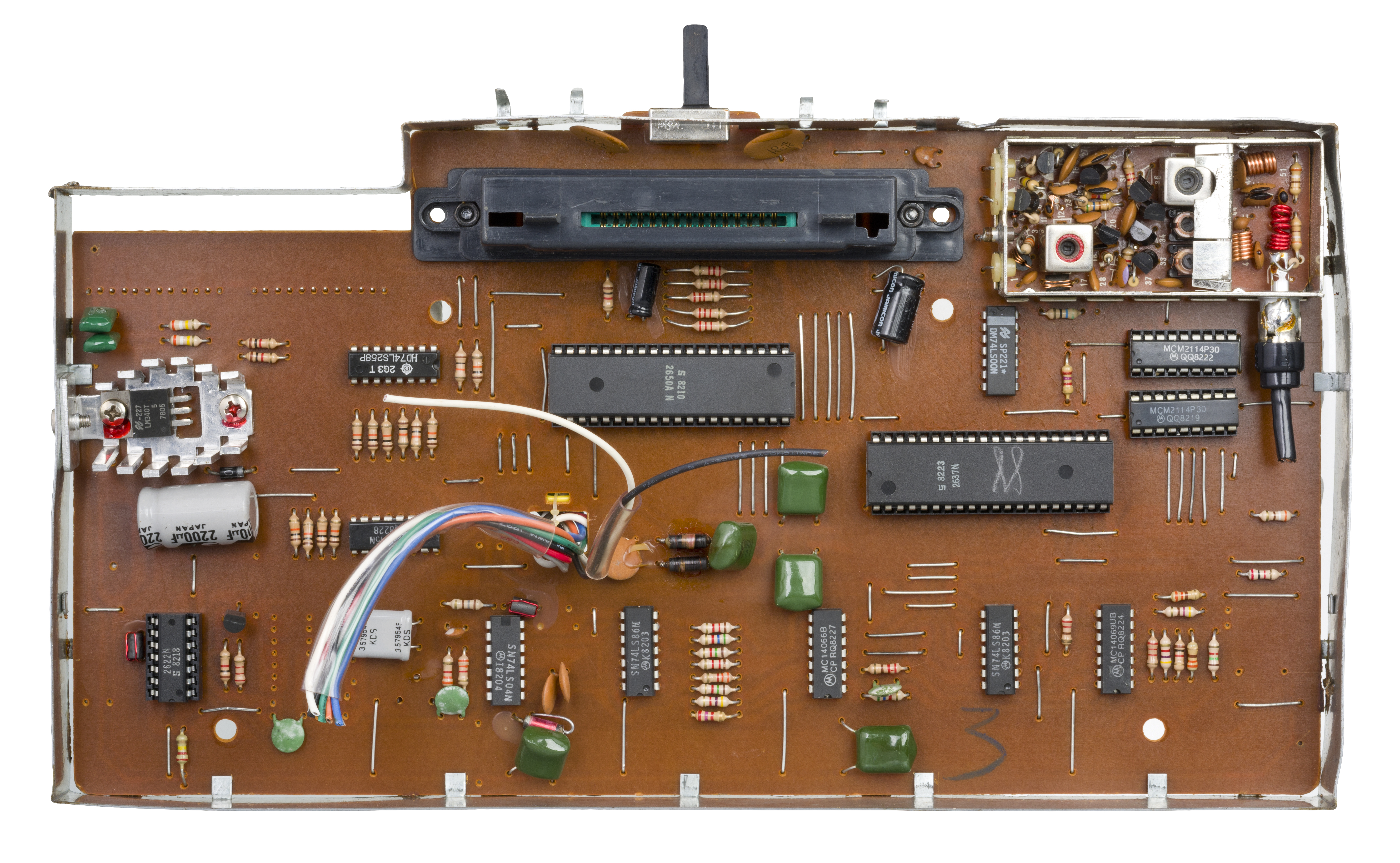
Motherboard frente

## Variantes

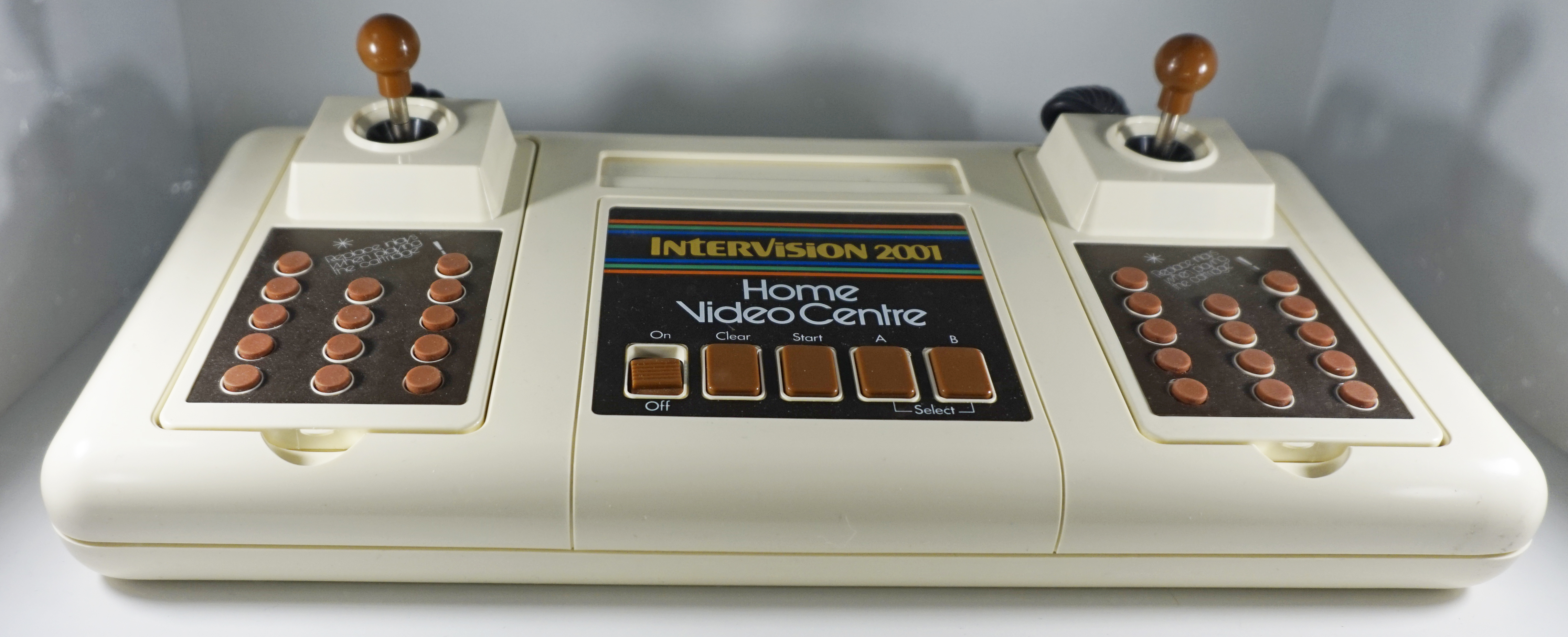
Intervision 2001

Emerson en realidad creó muchos juegos arcade populares, incluyendo Pac-Man, Galaxian y Defender para la Arcadia, pero nunca los fabricó porque Atari comenzó a demandar a las compañías competidoras por lanzar juegos en los que tenía acuerdos de derechos exclusivos. La consola temprana empezó con  juegos arcade de licencia, pero luego fueron lanzados como clones. Por ejemplo, el juego Arcadia 2001 Space Raiders es un clon de Defender, y Breakaway es un clon de Breakout.
|                                                         | fabricante            | país                                                           | compatibilidad    | Imagen              |
| ------------------------------------------------------- | --------------------- | -------------------------------------------------------------- | ----------------- | ------------------- |
| Advision Home Arcade                                    | Advision              | Bandera de Francia                                             | Emerson console   |                     |
| 2001 ALTOS Home Video Centre                            | Altos India Limited   | Bandera de la India                                            | Emerson console   | 2001 ALTOS          |
| Arcadia                                                 | Bandai                | Bandera de Japón                                               | Emerson console   | Bandai Arcadia 2001 |
| Arcadia 2001                                            | Emerson               | Bandera de Estados Unidos                                      | Emerson console   |                     |
| Cosmos                                                  | Tele-Computer         | Bandera de España                                              | Emerson console   |                     |
| Dynavision                                              | Morning-Sun Commerce  | Bandera de Japón                                               | MPT-03 console    |                     |
| Educat                                                  | unknown               | Bandera de Israel                                              | MPT-03 console    |                     |
| Ekusera                                                 | P.I.C.                | Bandera de Japón                                               | MPT-03 console    |                     |
| Hanimex MPT-03                                          | Hanimex               | Bandera de Francia                                             | MPT-03 console    |                     |
| HMG-2650                                                | Hanimex               | Bandera de Alemania · Bandera de Canadá · Bandera de Australia | Emerson console   |                     |
| Home Arcade Centre                                      | Hanimex               | Bandera del Reino Unido                                        | Emerson console   |                     |
| Intelligent Game MPT-03                                 | Intelligent Game      | Bandera de Estados Unidos · Bandera de Canadá                  | MPT-03 console    |                     |
| Intercord XL 2000 System                                | Intercord             | Bandera de Alemania                                            | Emerson console   |                     |
| Intervision 2001                                        | Intervision           | Bandera de Suiza · Bandera de Finlandia                        | Ormatu console    |                     |
| ITMC MPT-03                                             | ITMC                  | Bandera de Francia                                             | MPT-03 console    |                     |
| Leisure Vision                                          | Leisure-Dynamics      | Bandera de Canadá                                              | Emerson console   |                     |
| Leonardo                                                | GiG Electronics       | Bandera de Italia                                              | Emerson console   |                     |
| Home Entertainment Centre Ch-50                         | Inno-Hit              | Bandera de Italia                                              | Ormatu console    |                     |
| Ormatu 2001                                             | Ormatu Electronics BV | Bandera de los Países Bajos                                    | Ormatu console    |                     |
| Palladium Video-Computer-Game                           | Neckermann            | Bandera de Alemania                                            | Palladium console |                     |
| Polybrain Video Computer Game                           | Polybrain             | Bandera de Alemania                                            | Palladium console |                     |
| Poppy MPT-03 Tele Computer Spiel                        | Poppy                 | Bandera de Alemania                                            | MPT-03 console    |                     |
| Prestige Video Computer Game MPT-03                     | Prestige              | Bandera de Francia                                             | MPT-03 console    |                     |
| Robdajet MPT-03                                         | Robdajet              | Bandera de Suiza                                               | MPT-03 console    |                     |
| Rowtron 2000                                            | Rowtron               | Bandera del Reino Unido                                        | MPT-03 console    |                     |
| Schmid TVG-2000                                         | Schmid                | Bandera de Alemania                                            | Emerson console   |                     |
| Sheen Home Video Centre 2001                            | Sheen                 | Bandera de Australia                                           | Ormatu console    |                     |
| Soundic MPT-03                                          | Soundic               | Bandera de Finlandia · Bandera de Singapur                     | MPT-03 console    |                     |
| Tedelex Home Arcade                                     | Tedelex               |                                                                | Emerson console   |                     |
| Mr. Altus Das Tele-Gehirn Color (German for tele brain) | HGS Electronic        | Bandera de Alemania                                            | Palladium console |                     |
| Tele-Fever                                              | Tchibo                | Bandera de Alemania                                            | Emerson console   |                     |
| Tempest MPT-03                                          | Tempest               | Bandera de Australia                                           | MPT-03 console    |                     |
| Tobby MPT-03                                            | Tobby                 | ?                                                              | MPT-03 console    |                     |
| Trakton Computer Video Game                             | Trakton               | Bandera de Australia                                           | Palladium console |                     |
| Tryom Video Game Center                                 | Tryom                 | Bandera de Estados Unidos                                      | MPT-03 console    |                     |
| Tunix Home Arcade                                       | Monaco Leisure        | Bandera de Nueva Zelanda                                       | Emerson console   |                     |
| UVI Compu-Game                                          | Orbit Electronics     | Bandera de Nueva Zelanda                                       | Orbit console     |                     |
| Video Master                                            | Grandstand            | Bandera de Nueva Zelanda                                       | Orbit console     |                     |

## Bandai Arcadia
En 1982, Bandai Arcadia, una variante de Emerson Arcadia 2001, fue lanzada en Japón por Bandai. Hubo cuatro lanzamientos de juegos exclusivos de Japón desarrollados por Bandai, que fueron los únicos títulos conocidos de Arcadia escritos por otras compañías además de UA Ltd..
- Doraemon
- Dr. Slump
- Mobile Soldier Gundam
- Super Dimension Fortress Macross

## Recepción

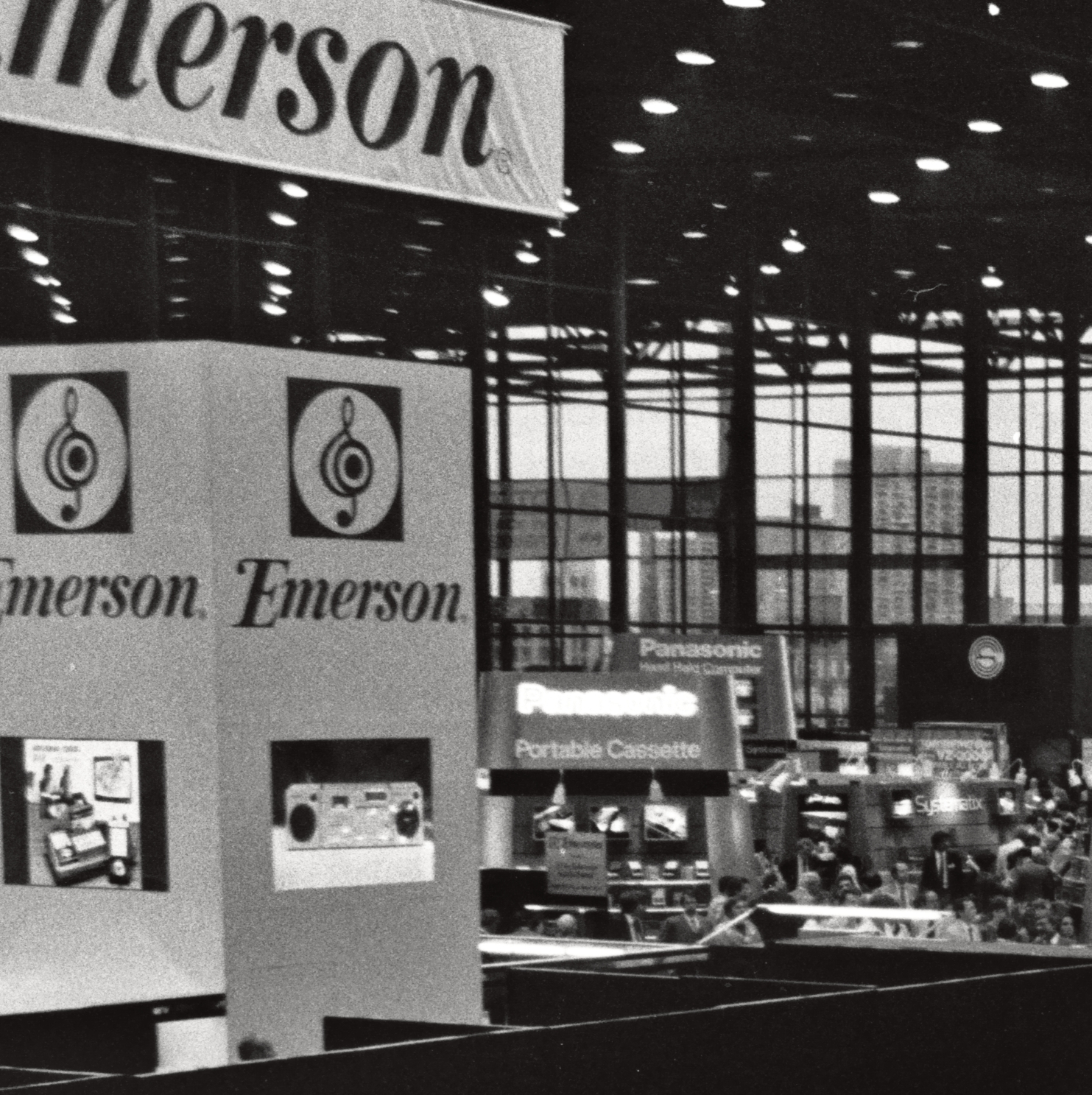
Consumer Electronics Show (CES) Chicago de 1982 durante la presentación la consola Arcadia 2001.

Después de ver el Arcadia 2001 en el Consumer Electronics Show de verano de 1982, Danny Goodman de Creative Computing Video & Arcade Games informó que sus gráficos eran similares a los del Atari 2600 y que "nuestra impresión general del juego fue favorable para un sistema en este rango de precios, aunque ningún cartucho se destaca como una creación original emocionante ". Llamó al controlador que ofrece la funcionalidad de disco y joystick similar a Intellivision "Una gran idea.

## Juegos
Emerson planeó lanzar la consola con 19 juegos. Algunos juegos de Arcadia 2001 son puertos de juegos arcade menos conocidos, como Rute 16, Jungler y Jump Bug, que no estaban disponibles en otros sistemas domésticos.

### Released games
There are 47 games known to have been released for the Arcadia 2001 and its clones.
1. 3D Attack - a Zaxxon clone[14]
2. 3-D Bowling - Un juego de bolos lanzado para el Arcadia por Emerson Radio Corp. en 1982.
3. 3-D Raceway - 3D Raceway
4. 3-D Soccer - Un juego de fútbol lanzado por Emerson Radio Corp. para Arcadia en 1982.
5. Alien Invaders - es un juego de disparo lanzado por Emerson Radio Corp. clon de space invaders para Arcadia en 1982.
6. Astro Invader
7. American Football
8. Baseball
9. Brain Quiz
10. Breakaway
11. Capture
12. Cat Trax
13. Circus -También conocido como  Clowns  en algunos sistemas, clon del "circus" de Exidy
14. Crazy Gobbler
15. Crazy Climber
16. Escape
17. Funky Fish
18. Galaxian
19. Grand Prix 3-D
20. Grand Slam Tennis
21. Hobo
22. Home Squadron
23. Horse Racing (similar al juego de Intellivision)
24. Jump Bug
25. Jungler
26. Math Logic
27. Missile War
28. Ocean Battle
29. Pleiades
30. RD2 Tank
31. Red Clash
32. Robot Killer (clon de Berzerk)
33. Route 16
34. Soccer
35. Space Attack
36. Space Chess
37. Space Mission
38. Space Raiders
39. Space Squadron
40. Space Vultures
41. Spiders
42. Star Chess
43. Super Bug
44. Super Gobbler
45. Tanks A Lot
46. The End
47. Turtles/Turpin

## Leisure Vision
Leisure Vision fue una  consola de la segunda generación lanzada en 1982 desarrollada por Leisure Dynamics lanzada solo en Canada  con un 
costo de 45 dólares estadounidenses.  Fue uno de los muchos modelos lanzados con licencia legal de la consola Arcadia 2001   se registró marca registrada el 29 de marzo de 1982.  La producción se detuvo  en 1984.  La consola es exactamente igual que la del  Arcadia 2001, excepto por la etiqueta de la marca y el embalaje de la caja de la consola.  se lanzó también en color blanco, la cual es muy rara de encontrar.  El consola no debe confundirse con un bootleg del Intellivision que se lanzó con el nombre de "Leisurevision". 
También se lanzo con el nombre Tunix, en Nueva Zelanda.  Según el coleccionista canadiense de consolas de videojuegos CongoBongo, la Leisure Vision no debería considerarse una versión pirata, sino una versión con licencia.
La biblioteca de juegos de Leisure Vision es un aproximado de 25% más grande que la biblioteca de la Arcadia 2001. 